# Setskog
Setskog är en tidigare tätort i Aurskog-Hølands kommun i Akershus fylke i sydöstra Norge. Orten utgjorde tidigare centralort i dåvarande Setskogs kommun.
1. ↑  Tettsteders befolkning og areal (på norskt bokmål), Statistisk sentralbyrå, läs online.[källa från Wikidata]